# Gochenée (Fernelmont)
Ne pas confondre avec la section de la commune belge de Doische.
Gochenée est un hameau de la section de Forville située dans la commune de Fernelmont en Région wallonne dans la province de Namur.

## Histoire

### La période romaine
La majorité des villages de l'entité se sont construits pendant la période du Bas-Empire romain.
Lorsque les Romains envahirent la Gaule, ils exterminèrent les Éburons, tribu qui occupait les lieux. Ils baptisèrent la région "Tongrie" et la repeuplèrent.
C'est à cette période, en effet, que le développement de l'agriculture est le plus marqué, notamment par le défrichement des terres les plus fertiles. C'est dans un souci de rentabilité économique, que le seigneur romain, le promoteur de ces grands travaux, s'installe avec ses gens dans les vallées les plus humides, mais non inondables, et donc de moindre valeur culturale.
La Tongrie fut divisée en de nombreux domaines agricoles (de parfois plusieurs centaines d'hectares) nommées fundi. Chaque fundus était la propriété d'un citoyen romain (dominus). Il fut la base des villages actuels. Citons, par exemple, le fundus de Pontillis, dénommé Pontilliacus et qui deviendra Pontillas ; le fundus de Gozo, dénommé Gozoniacus pour devenir ensuite le hameau de Gochenée.
D'autres noms romains encore : Nova Villae (Noville) et Foris Villa (Forville). Des traces de ces occupations romaines sont encore visibles. Ce sont les tumuli de Seron (Tombes de Seron) qui datent du IIe siècle apr. J.-C. D'autres ont malheureusement été rasées : Névaucourt, Baugnet, Forville...

### La période franque
C'est au Ve siècle que les Francs vainquirent les armées romaines du pays et s'approprièrent les domaines agricoles. La Tongrie devint la Hesbaye. La région fut ensuite divisée suivant l'influence des grands chefs de guerre francs : Forville, Seron, Seressia, Gochenée et le Vert-Bois (Pontillas) firent partie du ban de Meeffe (rattaché au prince-évêque de Liège dans la Principauté de Liège) et les autres villages relevèrent du comté de Namur. Ce comté et cette principauté étant tous deux rattachés au Saint-Empire romain germanique. Mais en 1430, sous Philippe le Bon le comté de Namur est rattaché aux Pays-Bas bourguignons.  